# James B. MacKinnon
James Bernard MacKinnon (* 1970), bekannt als J. B. MacKinnon, ist ein kanadischer, unabhängiger Journalist, Redakteur und Buchautor. Seine Reportagen reichen thematisch über afrikanische Gefängnisse bis hin zum Anarchismus in Amerika und wurden mit zahlreichen National Magazine Awards ausgezeichnet. Zusammen mit Alisa Smith verfasste MacKinnon den Bestseller The 100-Mile Diet – A Year of Local Eating (deutsch Die 100-Meilen-Diät – Ein Jahr Essen aus der Region), auch veröffentlicht unter dem Titel Plenty: One Man, One Woman, and a Raucous Year of Eating Locally (deutsch Reichlich: Ein Mann, eine Frau und ein turbulentes Jahr des lokalen Essens).

## Leben
Als Redakteur der kanadischen Zeitschriften Adbusters, Explore und Vancouver sowie als freiberuflicher Journalist schreibt MacKinnon über viele literarische Genres und Themen, darunter Reisen, Sport und Politik. MacKinnons Buch Dead Man in Paradise – Unraveling a Murder from a Time of Revolution ist ein Kriminalroman, der auf wahren Begebenheiten basiert. Darin verarbeitet er seine eigene Familiengeschichte, einen Mord an einem Onkel MacKinnons, einem kanadischen Priester, und verbindet sie mit rätselhaften Geschehnissen 1965 in der Dominikanischen Republik. Das Buch wurde mit dem Charles-Taylor-Preis ausgezeichnet. 2008 schrieb MacKinnon zusammen mit Mia Kirshner, Michael Simons und Paul Shoebridge das Buch I Live Here, eine Sammlung von Geschichten über Krisenopfer in aller Welt. Daraus ging die I Live Here Foundation hervor. 2011 folgte das Drehbuch für den interaktiven Web-Dokumentarfilm Bear 71, der auf dem Sundance Film Festival uraufgeführt wurde. 2021 veröffentlichte er The Day the World Stops Shopping – How ending consumerism gives us a better life and a greener world (dt.: Der Tag, an dem wir aufhören zu shoppen. Wie ein Ende der Konsumkultur uns selbst und die Welt rettet).
MacKinnon lebt in Vancouver, British Columbia.

## Werke
Im Bestseller The 100-Mile Diet – A Year of Local Eating (dt. Die 100-Meilen-Diät – Ein Jahr Essen aus der Region) beschreibt das Duo, wie es ist, sich ein Jahr lang nur von Nahrungsmitteln aus der Region zu ernähren. Dadurch werden die Lesenden dazu ermutigt, sich auf eine lokale Ernährung zu konzentrieren, um aktuelle ökologische und wirtschaftliche Probleme anzugehen. Auf Basis des Buchs entwickelten MacKinnon und Smith zudem die Fernsehserie The 100 Mile Challenge des Food Network Canada. Das Buch wurde 2006 auf dem International Writers and Readers Festival in Vancouver mit dem Charles Taylor Prize für das beste literarische Sachbuch und 2013 mit sechs National Magazine Awards ausgezeichnet.
MacKinnons neuestes Werk heißt Der Tag, an dem wir aufhören zu shoppen. Wie ein Ende der Konsumkultur uns selbst und die Welt rettet.